# 玛蒂尔达·达明茨卡

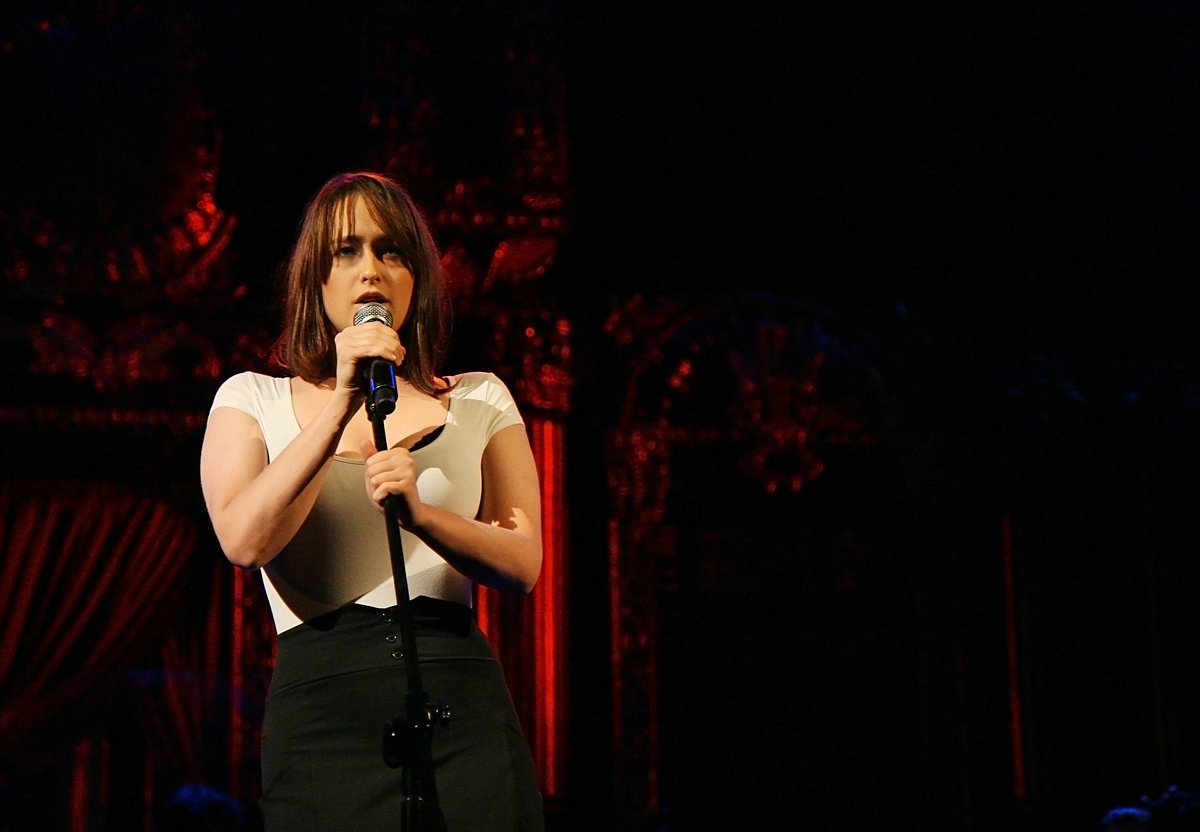
2008年的玛蒂尔达·达明茨卡

玛蒂尔达·达明茨卡（波蘭語：Matylda Damięcka；1985年6月10日—）是出生于波兰华沙的女演员。
她是女演员伊雷娜·古尔斯卡-达明茨卡的孙女，马特乌什·达明茨基的妹妹。主要参演电视剧，如《Na Wspólnej》。